# Mohammed Samadi
Mohammed Samadi (Rabat, 21 marzo 1970) è un ex calciatore marocchino, di ruolo centrocampista.